# 辻丸耕平
辻丸 耕平（つじまる こうへい、1961年6月13日 - ）は、日本のAV男優、AV監督。愛称は「落ち武者さん」。血液型B型。1988年、AV男優デビュー。

## 来歴・人物
日本大学芸術学部卒業。AV女優を嬲ることにかけては当代一流のS男優。言葉による陰湿な攻め、レイプなどの迫力には独特の持ち味があり、AV業界で重宝されていた。腰使いが鋭く高速ピストンで女優を追い詰める。過去には白石ひとみや朝岡実嶺など、時代を代表する女優たちも辻丸に責め抜かれた経験を持つ。素顔は物静かで丁寧な人柄で、役柄とは別に笑顔が可愛い。
またAV男優のみならず、AV監督もしている。
ニックネームは落ち武者
AV出演強要問題について、「無理やりAV女優にすることは減った」という持論を展開している。
また、「AV業界の男そのものが実はこの仕事を恥じているのではないか」とAV出演強要問題を語ろうとしない関係者を一喝した。
「AVを取り締まる過剰な法規制には反対だが、被害者はいなくなってほしい。まずは業界のありのままを伝えたい」と発信を続けている。
若い女性がアダルトビデオへの出演を迫られる「AV出演強要」など、AV業界を取り巻く問題について考えるシンポジウム「AV問題を考える会」を主催している。
『全裸監督』に関連して2019年8月から、ツイッター上で村西とおるを繰り返し批判。2021年8月、村西とおるは事実無根とし、辻丸を名誉毀損で提訴。2023年1月19日、東京地裁で、事実と認める証拠がないと判断され、辻丸は合計110万円の支払いを命じられた。

## 代表出演作
- 「ジーザス栗と栗鼠スーパースター」シリーズ（V&Rプランニング）
- 「AV女優を舞台に上げてヤジとイジメで犯しまくるII」（甲斐正明事務所）
- 暴飲スペルマ４・ゲロゲロゴックン（ビックモーカル）（共演宮沢えり）など。